# Just Can't Get Enough (Chippendales)
Just can't get enough - the true story about the chippendales murders is een Amerikaanse film van Dave Payne uit 2002 die het ontstaan van de Chippendales belicht. Hij duurt 95 minuten. 

## Verhaallijn
De film vertelt het verhaal van Chad die start met werken voor de nachtclub "The chippendales" met eigenaar Somen "Steve" Banerjee. Deze baatte een nachtclub uit met mannelijke strippers. Nadat meerdere clubs met mannelijke strippers beginnen trekt Steve Nick De Noia aan om er een show van te maken. Deze maakt de Chippendales groot met dansacts. Hij eist de rechten op om te toeren en haalt nog meer succes. De nachtclubeigenaar vindt dat het allemaal hem toekomt en laat De Noia vermoorden. Via Glomski, een vriend, trekt  Banerjee Hernando aan om de klus te klaren.
Na de moord op De Noia nemen een aantal strippers ontslag bij Banerjee en werken samen om een eigen kalender en dansevenementen op poten te zetten. Hierop geeft Banerjee opdracht er vier van te vermoorden. Deze huurmoordenaar wordt gepakt voordat hij kan toeslaan en hierdoor wordt Banerjee opgepakt. Hij sluit een deal met de overheid met betrekking tot zijn strafzaak. Hij zou hierdoor de rechten verliezen en zijn vrouw niet meer kunnen onderhouden. Hij pleegt zelfmoord voor de start van de zaak waardoor de vrouw toch de rechten blijft behouden.

## Cast
- Chad (chippendale) - Jonathan Aube
- Somen "Steve" Banerjee (nachtclub eigenaar) - Shelley Malil
- Nick De Noia (choreograaf) - Peter Nevargic
- Spencer (chippendale) - Paul Edward Clark
- Royce (chippendale) - Kevin Dailey
- Heather (vriendin) - Rebekah Ryan
- Glomski (tussenpersoon) - Norman Cole
- Hernando (moordenaar) - Alejandro Patiño